# Mycoplasma mustelae
Mycoplasma mustelae è una specie di batterio appartenente alla famiglia delle Mycoplasmataceae.